# Kingdom (відеогра)
Kingdom — це піксельна двовимірна гра жанру стратегія з управлінням ресурсами, розроблена Томасом ван ден Берґом і Марком Банкалем за підтримки видавця Raw Fury, де гравець керує королем або королевою, які їздять туди-сюди, збираючи монети та витрачаючи ці монети на різні речі, такі як найм солдатів і ковалів, створення укріплень від монстрів. Вони можуть напасти та вкрасти корону монарха, що закінчить гру. Іншими словами гравець має незначний контроль над грою, і тому повинен використовувати зібрані монети розумно.
Назва була випущена 21 жовтня 2015 року для систем: Microsoft Windows, macOS і Linux. Перероблену версію гри під назвою Kingdom: New Lands випустили в серпні 2016 року, а продовження, Kingdom Two Crowns, в 2018 році. Друге продовження, розроблене Fury Studios, під назвою Kingdom Eighties: Summer of Greed було запущено 16 жовтня 2023 р. для Windows через Steam.
Kingdom отримала загалом позитивні відгуки, які високо оцінювали графіку та музику гри, а також її підхід. Який у свою чергу вимагав від гравців зрозуміти, що робити на основі цих елементів, але відчути виснажливий характер деяких завдань у грі, які вплинули на кінць гри та її перепроходження.

## Геймплей
Kingdom представлена гравцеві на піксельному двовимірному екрані. Основною метою гравця є побудова та створення королівства, паралельно захищаючись від різних ворогів, які намагатимуться захопити корону персонажа-гравця. Якщо їм це вдасться, то гра завершиться. Гравець починає гру з випадково згенерованим королем або королевою на коні. Він може керувати персонажем на коні вліво або вправо, в тому числі бігти галопом, але не має інших прямих дій. Коли персонаж проїжджає повз орієнтири, вони створюють кілька монет, які гравець може підібрати, проїхавши по них. Витрачаючи їх на різні ресурси, які будуть позначені спеціальними слотами для монет, коли персонаж проходить біля них. Для того, щоб придбати оновлення, гравець повинен бути в змозі заповнити всі слоти монетами.
Спочатку такі ресурси включатимуть наймання мандрівників (бродяг), щоб стати частиною королівства, і створення ковалів для виготовлення зброї та інструментів. У міру того, як гравець розвивається, відкриваються нові можливості витрачання монет. Наприклад, коли гравець має громадянина королівства з інструментом, він може будувати оборонні стіни. Розвиток включає оновлення, які можна придбати за монети. Для того, щоб отримати більше монет, гравець мандрує своїм королівством, збираючи їх у своїх підданих. Постійні орієнтири можуть давати більше монет. Також громадяни королівства, які фінансують гравця після того, як він придбає певні споруди та спорядження (наприклад, фермерство чи полювання).
У той час як дослідження королівства може призвести до знаходження нових монет і потенційних ресурсів. Області, які знаходяться дальше від центру королівства можуть стати більш небезпечними як для персонажа-гравця, так і для його послідовників. Крім того, у грі є денний і нічний цикл, у якому могстри блукають королівством вночі. Кожна наступна ніч стає дедалі небезпечнішою. Інколи в ночі може бути кривавий місяць. Це спричинить появу набагато більшої кількості монстрів. Вони намагатимуться знищити укріплення, які створив гравець, викрасти золото у персонажа-гравця. Якщо у персонажа-гравця немає золота, викрасти його корону, що означає кінець гри. Як наслідок гравцеві потрібно буде починати заново. Гравця заохочують будувати захисні споруди і наймати охоронців, замість необхідності розширення та вдосконалення королівства. Існує кінцева мета досягти перемоги, хоча гравець повинен визначити це для себе.

## Історія розробки
Kingdom було розроблено командою з двох людей Томасом ван ден Берґом та Марком Банкалем, які користуються псевдонімами noio та Licorice відповідно. Гра є розширеною автономною версією флеш-гри від noio. Розробка гри була підтримана Raw Fury, шведським видавцем, заснована колишніми членами Paradox Interactive і EA DICE. У травні 2019 року Raw Fury придбала права на серіал у ван де Берґа, що дозволило видавцю продовжити розвиток гри.
У середині 2016 року Raw Fury анонсувала Kingdom: New Lands, розширення оригінальної гри. До гри було додано новий вміст, такий як нові земел, які можна досліджувати, і сезонну кліматичну систему, яка впливає на ігровий процес. Також розглянуто деякі повторювані аспекти, які критики виявили в оригінальному випуску гри. Розширення було випущено 9 серпня 2016 року, і власники оригінальної гри могли оновлюватися безкоштовно.
Протягом одного дня після випуску на Windows, macOS і Linux Raw Fury оголосила, що продала достатньо копій, щоб заплатити за розробку гри. У результаті вони підтвердили, що випустять гру для Xbox One, і що всі майбутні вдосконалення та розширення гри залишаться безкоштовними для гравців на вищезгаданих платформах. Пізніше команда також оголосила про плани перенесення на Nintendo Switch. Гра була випущена разом з оновленням «New Lands» для Nvidia Shield 29 вересня 2016 року. Для iOS 9 березня 2017 року та для Nintendo Switch 14 вересня 2017 року.
Продовження Kingdom Two Crowns, розроблене Noio та Coatsink, було випущено 11 грудня 2018 року для Microsoft Windows, macOS, Linux, Nintendo Switch, PlayStation 4 і Xbox One. Також для iOS і Android 28 квітня 2020 року. DLC для гри під назвою Kingdom Two Crowns: Norse Lands було доступно 16 листопада 2021 року. Друге продовження, розроблене Fury Studios, під назвою Kingdom Eighties: Summer of Greed було анонсовано 10 травня 2022 року для Windows у Steam і випущено 16 жовтня 2023 року.

## Оцінки
| Агрегатор  | Оцінка |
| ---------- | ------ |
| Metacritic | 74/100 |

| Видання        | Оцінка      |
| -------------- | ----------- |
| Eurogamer      | Recommended |
| IGN            | 7.7         |
| PC Gamer (США) | 70          |

Kingdom отримало загалом схвальні відгуки. Ден Степлтон з IGN поставив грі 7,7 з 10 і зауважив, що відсутність інструкцій у поєднанні з напруженістю різноманітних випадкових атак створили чудові враження від гри. Роберт Purchase з Eurogamer дав грі оцінку «Рекомендовано», вважаючи, що в грі досягнуто правильного балансу між справедливістю у відношенні до гравця та тим, як гравець вивчає механізми гри. Джеймс Девенпорт з PC Gamer, поставивши грі 70 зі 100, був більш критичним щодо відсутності інструкцій, зазначивши, що півгодинні інвестиції в гру можуть бути знищені через те, що гравець не знає, як працюють певні механіки і що ця гра буде випробуванням терпіння гравця. Рецензенти високо оцінили ретро-піксельне зображення гри та саундтрек із чіптюнами, які створювали відповідну атмосферу для гри та забезпечували відповідні візуальні та звукові підказки як події в грі, які гравець міг зрозуміти.
Рецензенти прокоментували, що як тільки гравець зрозуміє механіку, кінець гри та подальші повтори можуть стати втомливими. Степлтон виявив, що брак інформації або засобів для управління королівством у кінці гри зробив кінець більш розчаровуючим, ніж важким. Як тільки він знайшов стратегію боротьби з атаками, гра стала занадто легкою. Девенпорт прокоментував, що хоча пізня гра може бути захоплюючою під час наступних проходжень, рання гра створення початкового королівства може стати монотонною.
Kingdom було номіновано на нагороду Excellence in Design на Independent Games Festival у 2016.
Станом на травень 2019 року було продано понад 4 мільйони копій ігор Kingdom.